# Вратислав фон Митровиц-Неттолицкий, Евгений
Граф Евгений Вратислав фон Митровиц-Неттолицкий (нем. Eugen Wratislaw von Mitrowitz-Nettolitzky, 1786—1867) — генерал-фельдмаршал Австрийской империи, канцлер военного ордена Марии-Терезии.

## Биография
Родился 8 июля 1786 года в Вышополе, происходил из чешского дворянского рода.
В австрийскую военную службу вступил в 1804 году, принимал участие в войнах против Наполеона в 1805, 1809, 1813—1814 и 1815 годах.
В 1816 году произведён в подполковники и назначен командиром 4-го уланского полка, через четыре года получил чин полковника. Продолжая службу в австрийской кавалерии Вратислав фон Митровиц получил чины генерал-майора (23 мая 1830 года) и фельдмаршал-лейтенанта (15 июля 1836 года). С 1835 года являлся членом Гофкригсрата (Военного совета) и с 1840 года был генерал-адъютантом императора Фердинанда I.
С началом в 1848 году войны в Италии Вратислав фон Митровиц был назначен командиром 1-го армейского корпуса, за отличие в этой кампании 13 марта 1849 года получил чин генерала от кавалерии. В 1852 году назначен командующим 1-й армией, с 1854 года являлся капитаном (командующим) Арсирской лейб-гвардии.
10 сентября 1854 года был произведён в генерал-фельдмаршалы Австрийской империи и в следующем году назначен канцлером военного ордена Марии-Терезии.
Скончался в Вене 14 февраля 1867 года.

## Награды
Австрийская империя
- Орден Золотого руна (1847)[1]
- Военный орден Марии Терезии, рыцарский крест (1848)[1]
- Королевский венгерский орден Святого Стефана, большой крест[1]
- Австрийский орден Леопольда, большой крест c воинским отличием[1]
- Орден Железной короны 1-й степени
- Крест «За военные заслуги» c воинским отличием[1]
- Армейский крест 1813/14
- Знак за военную службу 2-й степени

Российская империя
- Орден Святого Владимира 4-й степени с бантом[1] (15 октября 1813)[2]
- Орден Святой Анны 1-й степени[1]
- Орден Белого орла[1] (27 января 1846)[3]
- Орден Святого Георгия 4-й степени (16 сентября 1848)[4]
- Орден Святого Александра Невского (8 июля 1851)[5] с бриллиантовыми украшениями[1]

Королевство Пруссия
- Орден Чёрного орла[1]
- Орден Красного орла 1-й степени[1]
- Орден «Pour le Mérite» с короной[1]

Королевство Саксония
- Орден Заслуг большой крест[1]

Королевство Ганновер
- Королевский Гвельфский орден большой крест[1] (1853)[6]